# Lud

Wolność wiodąca lud na barykady, obraz Eugène Delacroix

Lud − jedno z kluczowych pojęć języka polityki, używane w dwóch podstawowych znaczeniach:
- szerokiej zbiorowości o charakterze politycznym (znaczenie to jest bliskie pojęciom wspólnoty politycznej, narodu czy społeczeństwa);
- klas niższych w społeczeństwie (znaczenie to jest bliskie pojęciom: gminu, pospólstwa czy mas).

Czasami jest też używane jako synonim jednej z klas pracujących fizycznie, najczęściej robotników lub rolników (czy chłopów).
Pojęcie ludu jest szczególnie ważne w ustrojach demokratycznych, z powodu uznawania ludu za podstawę i źródło wszelkiej władzy (suwerenność ludu). Politycy, partie czy intelektualiści często odwołują się do różnie rozumianej „woli ludu”.  Wieloznaczność pojęcia ludu, brak jasności co do tego, jak jego wola jest wyrażana i jak ma być realizowana, stanowią jeden z podstawowych problemów polityki demokratycznej, i pozostają przedmiotem sporu politologów i filozofów polityki.
Lud w teorii polityki należy odróżnić od ludu w etnologii i antropologii kulturowej, gdzie jest pojęciem bliskim grupie etnicznej.

## Wieloznaczność terminu „lud”
Lud jest pojęciem wieloznacznym i nieostrym. Jego odpowiedniki w różnych językach (ang. people, niem. Volk, fr. peuple, wł. popolo) mają nieco odmienne zakresy znaczeniowe, związane z odrębną kulturą i historią danego społeczeństwa.
Dwuznaczność terminu „lud” występowała już w starożytnej Grecji, gdzie wyrazy λᾱός  i δῆμος (demos) oznaczały ogół obywateli odpowiednio danego państwa lub gminy i samej tylko danej gminy, w tym pospólstwo (klasy niższe), niemniej były to pojęcia ograniczone do osób wolnych. Demokracją nazywano formę ustroju, w której wszyscy obywatele mieli wpływ na władzę. Podkreślano przy tym równość takich obywateli w ramach ludu. Opierając się na wieloznaczności i nieścisłości określenia demos, Arystoteles wyróżnił dwie formy ustroju oparte na jego rządach: politeię (rządy sprawowane poprzez oligarchię), oraz jej zdegenerowaną formę: demokrację, opartą na rządach pospólstwa.
Podobna dwuznaczność występuje w łacińskim pojęciu populus, stąd np. nazwa rzymskiego stronnictwa popularów, reprezentujących warstwy niższe społeczeństwa. Poprzez łacinę ta wieloznaczność przeniknęła do języków nowożytnych. 

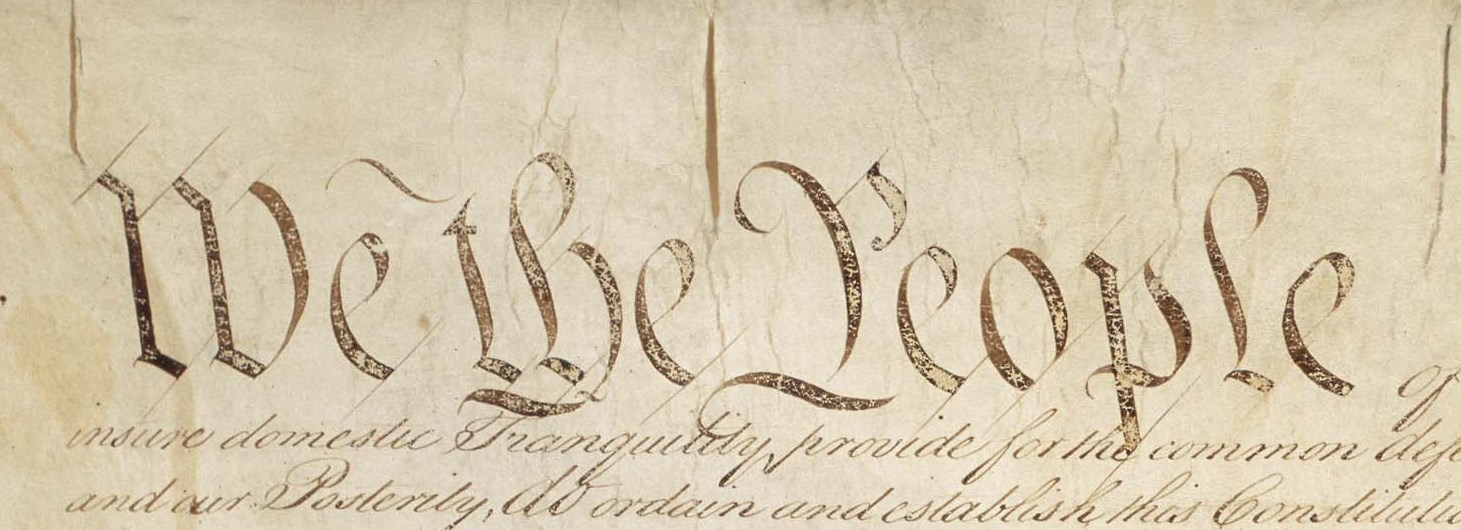
Odwołanie do ludu w preambule Konstytucji Stanów Zjednoczonych

Pojęcie ludu zaczęło odgrywać doniosłą rolę wraz z powstaniem państw narodowych. W krajach Europy kontynentalnej akcentowanie jedności kulturowej i etnicznej społeczeństw, doprowadziło do zbliżenia się pojęcia ludu i narodu. W krajach anglosaskich people (wspólnota polityczna) i nation (wspólnota etniczno-kulturowa) pozostały pojęciami wyraźnie rozgraniczonymi. Dodatkowo lud, Volk czy popolo przywołują ideę jedności, natomiast angielskie people wiąże się z wielością podmiotów.
W doktrynach socjalistycznych i komunistycznych lud jest utożsamiany z klasami robotniczą i chłopską i przeciwstawiany klasom posiadającym (ziemiaństwu i burżuazji). Państwa w których władzę zdobyli komuniści przyjmowały często nazwę demokracji ludowych.
W języku polskim pojęciem „ludu” oznaczano często ludność wiejską – chłopów, a później rolników. Tworzona przez nich kultura określana jest jako kultura ludowa. Partie polityczne i ruchy społeczne odwołujące się do tej kategorii ludności określane są jako "ludowe" (partie ludowe, ruch ludowy).
Zamiast „ludu” w znaczeniu ogólnym używa się często pojęcia „narodu”. Do tak rozumianego narodu odwołuje się m.in. preambuła polskiej Konstytucji. Z tego też powodu wstęp do preambuły Konstytucji Stanów Zjednoczonych (We, the People), tłumaczony jest jako My, Naród.

## Lud w polityce
Już w starożytnym Rzymie polityka i prawo zaczęły być określane pod kątem dobra ludu. W często cytowanej sentencji Cyceron określił dobro ludu jako najwyższe prawo (salus populi suprema lex). U Ulpiana lud był źródłem suwerenności i imperium władzy. W średniowieczu lud stracił na znaczeniu politycznym. Początkowo, wybór papieża należał do duchownych i ludu Rzymu, natomiast od 1059 przekazano tę kompetencję kardynałom. 
Zasadnicza zmiana w politycznej roli ludu przyniosło oświecenie. Przed rewolucją francuską uznawano, że władza pochodzi od Boga i dysponują nią monarcha lub ew. również grupa możnych. W pierwszej połowie XIX w. dochodziło do stopniowej demokratyzacji polityki, a lud stał się źródłem władzy. W romantyzmie lud zaczął być też rozumiany jako najbardziej istotna część narodu (lub z nim utożsamiany). Był ośrodkiem narodowych wartości, zwyczajów i tożsamości. Bardzo wpływowe były tu wykłady i dzieła historyczne Julesa Micheleta, w której lud (czy naród) byli podmiotami polityki i procesu historycznego. Lud zaczął być idealizowany i jako przedmiot sentymentalizmu zastąpił oświeceniową figurę szlachetnego dzikusa. 
Do ludu odwoływały się też ukształtowane po rewolucji doktryny polityczne, przyznając mu odmienne znaczenia. Szczególnie ważną rolę lud pełni w nurtach odwołujących się do idei demokratycznych. Największą rolę pełni w koncepcjach republikańskich, socjalistycznych oraz w populizmie. Każda z tych doktryn używa jednak idei ludu w innym znaczeniu i w odmienny sposób.
Lud w republikanizmie jest zbiorowością równych obywateli, tworzących wspólnotę polityczną i decydujących o wspólnym losie. Kluczowe znaczenie ma idea umowy społecznej, która jest najczęściej traktowana jako hipotetyczny akt przekazania władzy przez jednostki na rzecz wspólnoty.
W nurtach lewicowych, pod pojęciem ludu rozumie się najczęściej klasy pracujące (także proletariat), podlegające opresji. Socjaliści uważają lud za podstawę porządku społecznego i dążą do jego emancypacji, poprawy warunków życia, oraz zapewnienia mu realnej władzy poprzez zmianę porządku społecznego i politycznego.
Populiści również odwołują się do „ludu” jako klas niższych w społeczeństwie, uważając je za swój główny elektorat. W swojej retoryce populiści odwołują się do idei i haseł, znajdujących łatwy posłuch u ludu, co ma przysparzać im popularności. Ważną rolę w dyskursie populistycznym pełni podkreślanie łączności populistów z ludem i ostre przeciwstawienie ludowi wyobcowanych, egoistycznych elit.
W doktrynach nacjonalistycznych pojęcia ludu i narodu są często używane zamiennie. Podkreśla się w nich jedność kulturową i etniczną ludu i przeciwstawia go innym ludom. Do tak rozumianego ludu odwoływał się m.in. niemiecki volkizm.

## Suwerenność ludu
Doktryna, zgodnie z którą lud jest suwerenem i od niego wywodzi się władza, nazywana jest zasadą suwerenności ludu. Ukształtowała się w opozycji do doktryn legitymistycznych wywodzących władzę od Boga. Spór o uzasadnienie i pochodzenie władzy był jednym z zasadniczych sporów w nowożytnej filozofii politycznej.
Zasada suwerenności ludu niekoniecznie musi być związana z ideami demokratycznymi. Niektórzy filozofowie (np. Thomas Hobbes) wskazywali, że chociaż władza wywodzi się od ludu, to zawsze musi być sprawowana przez jego reprezentantów. Reprezentowane jednostki nie mają wpływu na politykę i poza skrajnymi przypadkami nie mogą się jej sprzeciwiać. Ta idea absolutnej reprezentacji mogła więc stanowić podstawę legitymizacji monarchii czy władzy autorytarnej.
Doktryny demokratyczne wymagają natomiast, by lud mógł uczestniczyć w życiu politycznym, bądź bezpośrednio, bądź przez wybieranych okresowo reprezentantów. Ponieważ demokracja definiowana jest jako „rządy ludu”, kluczową kwestią jest to, kto należy do ludu, w jaki sposób lud sprawuje swoje rządy i co można uznać za jego wolę.

## Wola ludu w demokracji
Jeżeli lud jest pojmowany jako zbiór konkretnych jednostek, wtedy jego wola może zostać poznana poprzez głosowanie. Takie ujęcie ludu jest jednak krytykowane za utożsamianie ludu z elektoratem. Wskazuje się, że za członków ludu powinno się uznać także osoby, które z różnych powodów nie mogą lub nie chcą głosować. Ich potencjalna wola powinna zostać uwzględniona w określaniu celów polityki. Utożsamiając lud z elektoratem, sprowadza się także wolę ludu do woli większości. Rodzi to problem praw mniejszości (etnicznych, narodowych, wyznaniowych, seksualnych). Wyborcza większość nie może decydować o wszystkim, a wola i prawa mniejszości muszą być uwzględnione w określaniu „woli ludu”.
Współczesne społeczeństwa są na tyle liczne, że ich bezpośrednie uczestnictwo w polityce jest niemożliwe. „Wola ludu” może więc zostać wyrażona w referendach, plebiscytach czy zbadana poprzez pomiar opinii publicznej. Jednakże to, które sprawy stawiane są pod osąd opinii, jak są one formułowane i jak kształtowana jest debata nad nimi, w istotny sposób wpływa na wynik referendum czy pomiaru opinii. Mogą być więc one wynikiem manipulacji i nie powinno się ich traktować po prostu jako wyrazu „woli ludu”.
Dlatego też podejściu konkretnemu przeciwstawia się ujęcie abstrakcyjne. Lud jest zasadą, z której wyprowadza się źródło władzy i legitymizację porządku społecznego. Jako zbiorowość abstrakcyjna nie może wyrażać swojej woli, lecz powinien być reprezentowany, np. przez wybranych w wyborach przedstawicieli. Innym proponowanym rozwiązaniem jest demokracja deliberatywna, czyli demokracja w której rozwiązania wypracowywane są w drodze publicznej dyskusji i dochodzeniu do konsensusu.

## Samostanowienie ludów w prawie międzynarodowym
Zasada samostanowienia ludów (lub samostanowienia narodów) jest uznawana za jedną z fundamentalnych zasad współczesnego porządku międzynarodowego. Zgodnie z nią każdy lud ma prawo do decydowania o swoim losie i swobodnego określania swojego statusu politycznego. Jako podstawa stosunków międzynarodowych, zasada ta została wyrażona pod koniec I wojny światowej (przede wszystkim w tzw. czternastu punktach Wilsona).
Zakres tej zasady i jej bezpośrednie konsekwencje są przedmiotem gorących sporów. Szeroko dyskutowane jest także, jakie są kryteria uznania za „naród” na gruncie prawa międzynarodowego. Przeciwnicy tej zasady wskazują, że przyczynia się ona do destabilizacji porządku międzynarodowego poprzez wspieranie ruchów secesyjnych.